# 메클렌부르크만

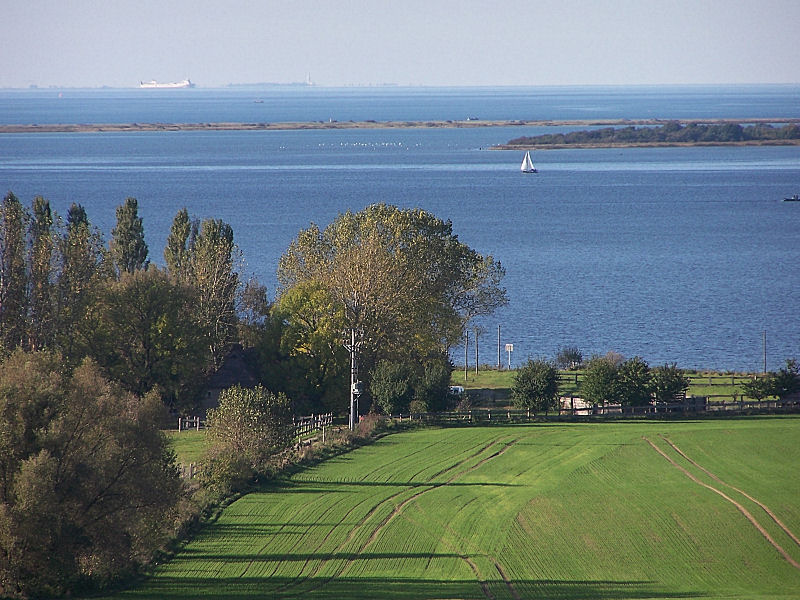
메클렌부르크만

메클렌부르크만(독일어: Mecklenburger Bucht, 덴마크어: Mecklenburg Bugt)은 발트해 남서부에 위치한 만이다.
남쪽으로는 독일 연안, 서쪽으로는 윌란반도, 북쪽으로는 덴마크 롤란섬, 팔스테르섬, 묀섬, 동쪽으로는 발트해와 접한다. 메클렌부르크와 접한 항구 도시로는 뤼베크, 로스토크, 비스마르가 있다.